# Simón Suárez
Simón Suárez (Peñarroya-Pueblonuevo, Córdoba, 1947–Madrid, 18 de enero de 1996) fue un pintor, escenógrafo, director de operas, actor y diseñador de vestuario español.

## Biografía
Cursó su formación en Francia, donde estudió Bellas Artes en la Universidad de Paris 8 (años después asistió allí como profesor invitado) y el College de France, de la mano de Roland Barthes y Pierre Boulez. Sus inicios fueron como pintor, con varias exposiciones celebradas en el Museo de Arte Moderno de París. Regresó a España en los años 1980 y empezó a trabajar en Radio Nacional de España- RNE2 como colaborador en programas de música. Fue entonces cuando su incursión en el teatro y, en especial, la ópera, se acentuaron. De estas últimas, sobresalieron las de los españoles Alfredo Aracil (con Francesca), Luis de Pablo (El viajero indiscreto) y Miguel Ángel Coria (Belisa); entre las más clásicas, destacaron las puestas en escena de La sonámbula de Vincenzo Bellini, El ruiseñor, de Ígor Stravinski, La hora española de Maurice Ravel o la zarzuela Clementina, de Luigi Boccherini, en muy escasas ocasiones representada en España.
En el teatro, fue escenógrafo destacado en los montajes de Carta al padre de Kafka, Espectros de Henrik Ibsen, y entre las obras de autores españoles  El hombre deshabitado de Rafael Alberti o Romance de lobos de Valle-Inclán. Entre los directores de teatro contemporáneos, trabajó con José Luis Alonso de Santos, Blanco Gil o John Strasberg y, al momento de fallecer, se encontraba preparando para José Luis Gómez un estreno en el Teatro de La Abadía y tenía pendiente el montaje de El gran teatro del mundo, la obra de Calderón de la Barca, para la Compañía Nacional de Teatro Clásico, en aquel momento bajo la dirección de Adolfo Marsillach.
Sobre su trabajo, Francisco Nieva destacó su condición de escenógrafo completo, capaz «de resolver personalmente una totalidad teatral sin fisuras», su «pulcritud estética» y su «profunda y entusiasmada reflexión sobre el teatro». En dos ocasiones fue galardonado con el premio Joseph Caudí de Escenografía (1992 y 1995) de la Asociación de Directores de Escena de España (ADE).